# Rolf Van Rijn
Rolf Theodor Van Rijn, (nacido el 23 de octubre de 1972 en Roosendal en Nispen, Holanda) es un exjugador de baloncesto holandés. Con 2.17 de estatura, su puesto natural en la cancha era el de pívot.

## Trayectoria
- PSV Eindhoven (1992-1994)
- Universidad de Butler (1994-1998)
- Real Madrid (1998)[1]
- Telindus Mons-Hainaut (1998-1999)
- Region Wallonne Charleroi (1999-2000)
- BCM Gravelines (1999-2000)
- Riviera Basket (2000-2001)
- Gunco Rotterdam Basketball (2000-2001)